# Jan Verbeeck (schilder)

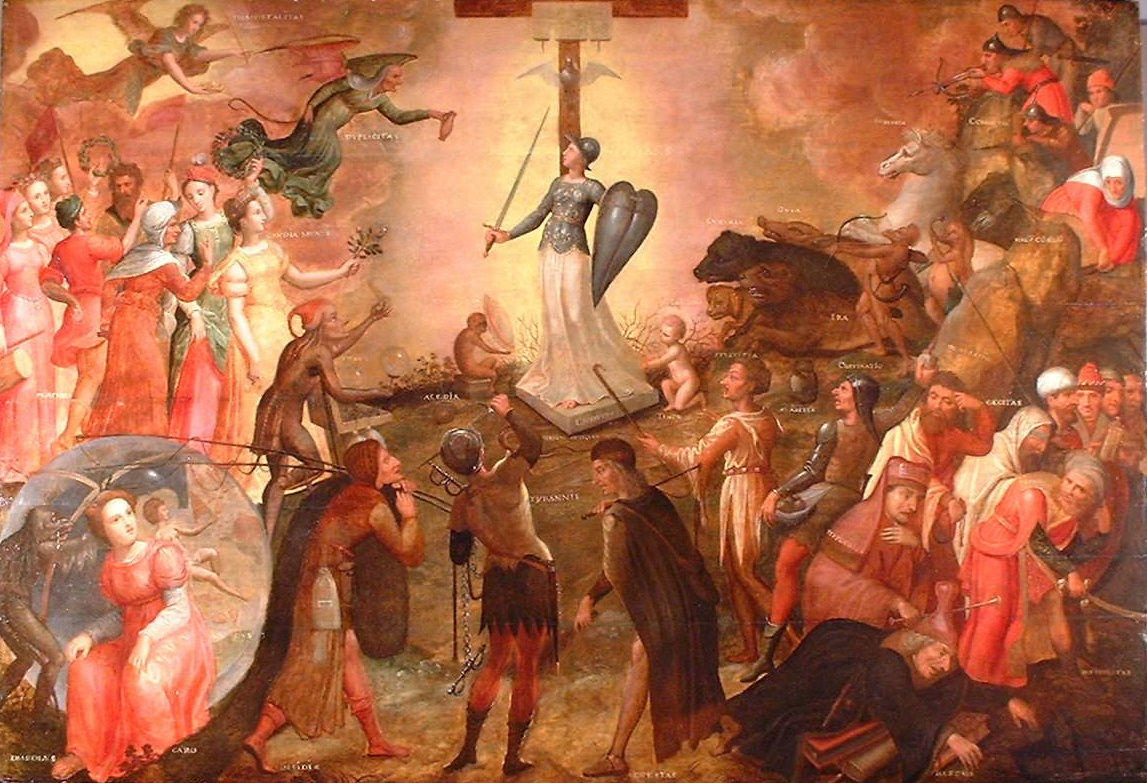
De Hoofdzonden
Het Zotte Kunstkabinet, Mechelen

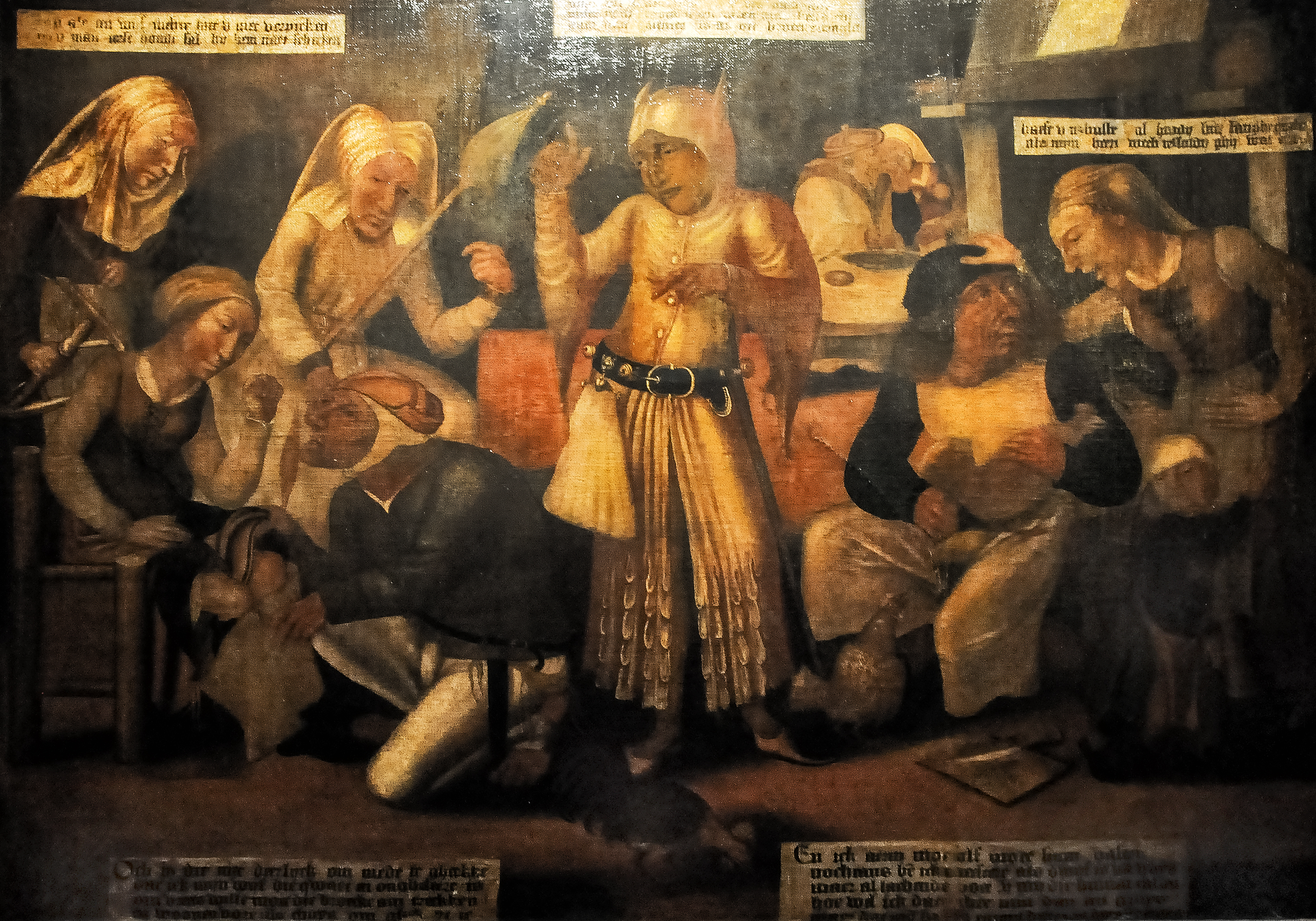
De hennetaster
tempera op doek, in Het Zotte Kunstkabinet

Jan Verbeeck de Oude (ca. 1510-1570) was een Mechels kunstschilder uit de zestiende eeuw. 
Verbeeck (Verbeec, Verbeke) behoorde tot een schildersgeslacht dat actief was te Mechelen tussen ca. 1540 tot ca. 1620. Jan Verbeeck de oude en Frans Verbeeck de oude (ca. 1520-na 1569) hadden in Mechelen schilderateliers die gespecialiseerd waren in groteske, satirische en moraliserende voorstellingen in navolging van Jheronimus Bosch, met als onderwerpen onder meer de verzoeking van de heilige Antonius, boerenbruiloften en scènes van sensuele aard. De thematiek van hun werken sloot dicht aan bij de activiteiten van de rederijkers waarvan zij tevens lid waren. 
Het atelier van Verbeeck bleef actief tot in het begin van de zeventiende eeuw. Jan Verbeeck de Jonge (ca. 1545-na 1619) en Frans Verbeeck de Jonge (actief begin zeventiende eeuw) zullen het ouderlijke bedrijf voortzetten. Karel van Mander maakt geen melding van Jan Verbeeck. In zijn beschrijving is er enkel sprake van Frans Verbeeck. 
Van Jan Verbeeck zijn enkele gesigneerde tekeningen bewaard gebleven. De zeldzame werken van Jan Verbeeck worden bewaard in o.a. J. Paul Getty Museum, Het Zotte Kunstkabinet (Mechelen), Staatliche Graphische Sammlung (München), Ashmolean Museum (Oxford).
- RKD-Nederlands Instituut voor Kunstgeschiedenis: 80033
- Union List of Artist Names: 500025611
- Virtual International Authority File: 95839623